# Andreas Kronthaler
Andreas Kronthaler (n. 11 martie 1952, Erl, Tirol, Austria – d. 14 martie 2025) a fost un trăgător de tir ce a reprezentat Austria, medaliat olimpic. A participat la o ediție a Jocurilor Olimpice (1984) în care a câștigat o medalie de argint.

## Participări
Lista de mai jos prezintă principalele competiții la care a participat Andreas Kronthaler de-a lungul carierei.
- shooting at the 1984 Summer Olympics – men's 10 metre air rifle[*]